# Norman Richardson
Charles Norman „Norm“ Richardson (* 24. Juli 1977 in Brooklyn, New York City, New York) ist ein ehemaliger US-amerikanischer Basketballspieler.

## Karriere
Der 1,96 m große Small Forward und Hofstra-University-Absolvent spielte in der NBA für die Chicago Bulls (2001 bis 2002) und die Indiana Pacers (2002). 2002 schloss er sich schließlich dem italienischen Team Victoria Libertas Pesaro an und wechselte von dort im Jahre 2003 zu den North Charleston Lowgators, mit denen er 2003 in der NBA Development League spielte, ehe er ein weiteres Mal den Verein wechselte. Dabei ging es zurück nach Europa, wo er sich dem serbischen Erstligisten KK Roter Stern Belgrad anschloss. Bei den Serben blieb er bis 2004, bevor er für eine Kurzstation zu Guaiqueríes de Margarita in die venezolanische Liga Profesional de Baloncesto wechselte. Nachdem er dort 2004 aktiv gewesen war, spielte er von 2005 bis 2006 bei den Fayetteville Patriots in der NBA Development League, ehe sich die Mannschaft auflöste und Richardson erneut dazu gezwungen wurde, den Verein zu wechseln.
Seine nächste Station fand sich abermals in Europa, diesmal in Frankreich, wo er 2006 bei Paris Basket Racing in der Ligue Nationale de Basket spielte und noch im gleichen Jahr zum Ligakonkurrenten Cholet Basket transferierte, dem er bis 2007 die Treue hielt. Danach zog es ihn für einige Monate nach Argentinien, in die Liga Nacional de Básquetbol zu den Boca Juniors. Von dort kam er noch im selben Jahr zu Polonia Warschau in die polnische Basketballliga, wo er bis 2008 aktiv war und danach in die deutsche Basketball-Bundesliga wechselte, in der er auch seine Karriere als Aktiver beendete. Zuerst war er von 2008 bis 2009 bei TBB Trier im Einsatz, zum Abschluss seiner Karriere gehörte er den Eisbären Bremerhaven an, bei denen er nach 2009 und 2010 im letztgenannten Jahr seine aktive Basketballkarriere beendete.
Zum Jahresende 2012 wurde bekanntgegeben, dass der Hofstra-Alumni im Jahre 2013 in die Hall of Fame der Universität aufgenommen wird.